# خانه آقای رستم علی عیسی‌پور
خانه آقای رستم علی عیسی پور در شهرستان فومن، شهرک ماسوله واقع شده و این اثر در تاریخ ۲۵ اسفند ۱۳۸۰ با شمارهٔ ثبت ۵۳۴۵ به‌عنوان یکی از آثار ملی ایران به ثبت رسیده است.